# آلخاندرو گومس مونته‌برده
آلخاندرو گومس مونته‌بـِرده (اسپانیایی: Alejandro Gómez Monteverde‎؛ زادهٔ ۱۳ ژوئیهٔ ۱۹۷۷) کارگردان فیلم مکزیکی است. اولین فیلم او، بلا، با برنده شدن "جایزه منتخب مردم" در جشنواره بین المللی فیلم تورنتو در سال ۲۰۰۶ برنده جایزه برتر شد.
در سال ۲۰۰۷، مونته‌برده جایزه «برگزیده آمریکایی» را از خدمات شهروندی و مهاجرت ایالات متحده آمریکا دریافت کرد که دستاوردهای شهروندان ایالات متحده را به رسمیت می‌شناسد.

## فیلم‌شناسی
- بلا (۲۰۰۶)
- پسر کوچک (۲۰۱۵)
- صدای آزادی (۲۰۲۳)
- کابرینی (۲۰۲۴)